# Eccidio di Gardena
L'eccidio di Gardena (in ted. Massaker von Gröden) avvenne il 17 maggio 1945, quando cinque persone provenienti dalla Val Gardena furono arrestate, torturate ed infine uccise da partigiani nei pressi dei boschi di Pescul, frazione di Selva di Cadore in provincia di Belluno.

## L'eccidio

### Il contesto
L'Alto Adige, dopo l'armistizio di Cassibile dell'8 settembre del 1943, si trovava nella Zona d'operazioni delle Prealpi (Operationszone Alpenvorland, OZAV). Per prevedere una pacifica soluzione tra i madrelingua tedeschi altoatesini, Adolf Hitler e Benito Mussolini concessero alla popolazione la possibilità di optare per un trasferimento in Germania oppure restare in Italia divenendo totalmente italiana, ovvero tra le altre cose, perdendo la possibilità di parlare in Tedesco. In Val Gardena l'80% della popolazione optò per il trasferimento in Germania e ciò veniva visto dai partigiani come se la popolazione locale fosse filonazista. I partigiani consideravano la formula che "optante" equivaleva a "nazista".
Dall'altra parte vi è la missione di sabotaggio Tacoma, dove il maggiore Howard Chappell venne paracadutato il 27 dicembre 1944 nel bellunese e coadiuvato da un piccolo gruppo del Office of Strategic Services (OSS) composto da Salvatore Fabrega e dal marconista Silsby. La missione prevedeva un lavoro di preparazione tra le zone di Cortina d'Ampezzo, Brunico e Brennero, per impedire ai tedeschi di ritirarsi e difendersi nell'Alpenfestung.

### I fatti
In tale contesto, la mattina del 15 maggio 1945, alcuni giorni dopo la fine della seconda guerra mondiale in Italia, il maggiore Chappell da Corvara in Val Badia, decise di valicare in Val Gardena assieme a tre battaglioni di partigiani della brigata partigiana "Val Cordevole" su autocarri Dodge. L'intenzione era di arrestare e successivamente interrogare coloro che venivano considerati collaborazionisti dei nazisti ora in fuga. In particolare i primi arresti e saccheggi iniziarono a Selva di Val Gardena, successivamente si spostarono a Santa Cristina Valgardena e quindi a Ortisei. Diverse persone furono arrestate e condotte a Corvara presso il quartier generale della brigata "Val Cordevole", comandata da Lino Davare, detto Ettore. Per il loro arresto si utilizzarono le stesse accuse formulate agli italiani catturati dopo l'armistizio dell'8 settembre 1943. A 5 di questi vennero messi dei fili metallici intorno al collo e ad uno venne inserito in bocca un fazzoletto intriso di benzina e vennero torturati; separatamente ad ognuno di essi ponevano domande come ad esempio, dove si nascondesse Heinrich Himmler o chi aveva deposto il Tricolore.
Il 17 maggio fu deciso di portare questi cinque a Belluno, ma durante il tragitto, secondo i partigiani e l'ufficio informazioni americano, questi si dettero alla fuga per le montagne e nell'inseguimento vennero raggiunti e quindi fucilati durante il loro tentativo di fuga. Tale ricostruzione venne però smentita dall'ambasciatore statunitense a Roma del settembre del 1945, dove descrive le torture a loro inflitte e la morte per combustione da benzina. Anche l'allora viceprefetto della provincia di Bolzano, Walther Ammon, scriveva "essi sarebbero stati trascinati da un posto all'altro del Bellunese, alla fine cosparsi di benzina e bruciati ancor vivi legati agli alberi".

### Conclusione
I famigliari iniziarono subito a protestare per sapere la verità. Solamente nell'ottobre del 1945 i cadaveri, che erano sotterrati nel luogo dell'eccidio, vennero consegnati ai famigliari, ma solamente alla condizione che le casse mortuarie non venissero aperte. Le cinque tombe si trovano ora presso il cimitero di Santa Cristina. Sulle loro croci manca il giorno della morte; l'unica indicazione è la data "maggio 1945".

### Reazioni
Il quotidiano locale tedesco "Dolomiten" del 19 maggio 1945 non riporta alcuna notizia relativa alle uccisioni avvenute il 17 maggio, né alcun necrologio. Al contrario però fu evitato ogni riferimento relativo a partigiani o soldati italiani.
L'OSS americano, tramite il quotidiano locale italiano "Alto Adige" del 26 febbraio 1946, affermò che "i cinque gardenesi non furono consegnati agli americani né si trovarono in nessun momento sotto il controllo di un comando alleato". E ancora, "i cinque gardenesi nazisti che dopo la liberazione furono fatti prigionieri dai partigiani per le loro malefatte durante il periodo della dominazione nazista".

## Gli arrestati
Si scoprì che esisteva una "lista nera", dove erano annotati circa cinquanta nomi di persone da arrestare.

### Le vittime
- Adolf Senoner (detto Vastlè): nato nel 1888 e proprietario della SEVI una industria di legname, accusato per la sua carica di borgomastro di Selva dal 1943 e uomo di fiducia del Arbeitsgemeinschaft der Optanten (AdO) durante l'occupazione tedesca dal 1943 al 1945;
- Gabriel Riffeser (detto Pigon): nato nel 1900, impresario di taxi a Selva e capo dell'unità di polizia al servizio del Südtiroler Ordnungsdienst (SOD, il "servizio d'ordine del Sud Tirolo") di Selva;
- Josef Pitscheider (detto Uridl): nato nel 1907, maestro di sostegno a Selva e membro attivo del AdO di Selva;
- Engelbert Ploner (detto Tiesa): nato nel 1885, maestro a Santa Cristina, capo del SOD di Santa Cristina e "uno degli esponenti nazisti più noti della valle";
- Kosman Demetz (detto Pallua): nato nel 1891, impiegato a Ortisei, comandante del SOD di Ortisei e della Val Gardena.

### Rilasciati
- Hans Kosta: emigrato in Germania nel 1940, prestò servizio nella Wehrmacht fino al suo ferimento nel 1942, tornò in Gardena per la sua convalescenza prima dell'8 settembre e membro del SOD di Selva, definito "fervente propagandista antiitaliano", venne rilasciato il 22 maggio senza sapere il motivo del suo arresto e del suo rilascio;[16]
- Josef Demetz: optante per la Germania e impegnato negli Standschützen, definito "fervente propagandista antiitaliano", venne rilasciato il 22 maggio senza sapere il motivo del suo arresto e del suo rilascio;[16]
- Josef Sanoner: accusato di persecuzione di soldati italiani, fu poi assolto durante il suo processo;[17]
- Johann Senoner
- Johann Gasser, Adolf Riffeser e Alois Rautscher: condannati a due anni e otto mesi per maltrattamenti a tre funzionari fascisti nel settembre 1943, vennero in seguito rilasciati per amnistia;[17]
- Anton Riffeser, borgomastro di Santa Cristina, responsabile territoriale dell'AdO e proprietario della ditta ANRI, Anton Perathoner e Konrad Demetz: accusati di aver denunciato alcuni "optanti" per l'Italia e altri soldati che dopo l'8 settembre 1943 combatterono per l'Italia, furono anche questi assolti nello stesso processo;[17]
- Gottlieb Kasslatter: di Selva;
- Franz Sanoner e Coelestin Senoner: arrestati e trasportati al carcere di Belluno;[18]
- Coelestin Senoner: membro del SOD di Selva e convinto nazionalsocialista.